# Svenja Huth
Svenja Huth   (Alzenau, 25 de gener de 1991) és una futbolista alemanya, que juga com a davantera. Ha estat internacional des de 2011 per Alemanya, amb la qual ha guanyat una Eurocopa. Amb les categories inferiors va guanyar una Eurocopa sub-17 i un Mundial sub-20, i a nivell de clubs ha guanyat 2 Lligues de Campions, 1 Lliga i 3 Copes d'Alemanya amb el Frankfurt.

## Trajectòria
| Temp.   | Club             | Lliga | Lliga | Títols                                             |
| Temp.   | Club             | P     | G     | Títols                                             |
| ------- | ---------------- | ----- | ----- | -------------------------------------------------- |
| 2007-08 | 1. FFC Frankfurt | ?     | ?     | Lliga de Campions + Lliga + Copa + Eurocopa sub-17 |
| 2008-09 | 1. FFC Frankfurt | ?     | ?     |                                                    |
| 2009-10 | 1. FFC Frankfurt | 20    | 2     | Mundial sub-20                                     |
| 2010-11 | 1. FFC Frankfurt | 20    | 2     | Copa                                               |
| 2011-12 | 1. FFC Frankfurt | 22    | 3     |                                                    |
| 2012-13 | 1. FFC Frankfurt | 21    | 3     | Eurocopa                                           |
| 2013-14 | 1. FFC Frankfurt | 3     | 0     | Copa                                               |
| 2014-15 | 1. FFC Frankfurt | 17    | 1     | Lliga de Campions                                  |
| 2015-16 | Turbine Potsdam  | 22    | 13    |                                                    |
| 2016-17 | Turbine Potsdam  | 20    | 7     |                                                    |
| 2017-18 | Turbine Potsdam  |       |       |                                                    |